# Amanda Perez
Amanda Jane Perez (Fort Wayne, 24 maggio 1980) è una cantautrice statunitense.

## Biografia
Amanda Perez è salita alla ribalta nel 2002 grazie al singolo Angel, che ha raggiunto la 20ª posizione della Billboard Hot 100, la 2ª della ARIA Singles Chart e la vetta della NZ Top 40 Singles Chart, venendo certificato disco di platino in Australia. Il suo album di debutto omonimo è arrivato alla 73ª posizione della Billboard 200, mentre il successivo I Pray, uscito nel 2004, si è fermato alla 90ª.

## Discografia

### Album in studio
- 2002 – Where You At?
- 2002 – Angel
- 2004 – I Pray
- 2007 – The Hand of Fate
- 2013 – Unexpected

### Raccolte
- 2017 – 15 Years of Greatest Hits

### Singoli
- 2002 – Never
- 2002 – Angel
- 2003 – I Like It
- 2004 – Dedicate
- 2004 – I Pray
- 2007 – Candy Kisses
- 2009 – This Time
- 2013 – Freak for the Weekend